# Asher Benjamin
Pour les articles homonymes, voir Benjamin.
Asher Benjamin est un architecte américain, (1773-1845) né à Hartland dans le Connecticut. Il est l'un des représentants du style Greek Revival en Amérique.

## Réalisations

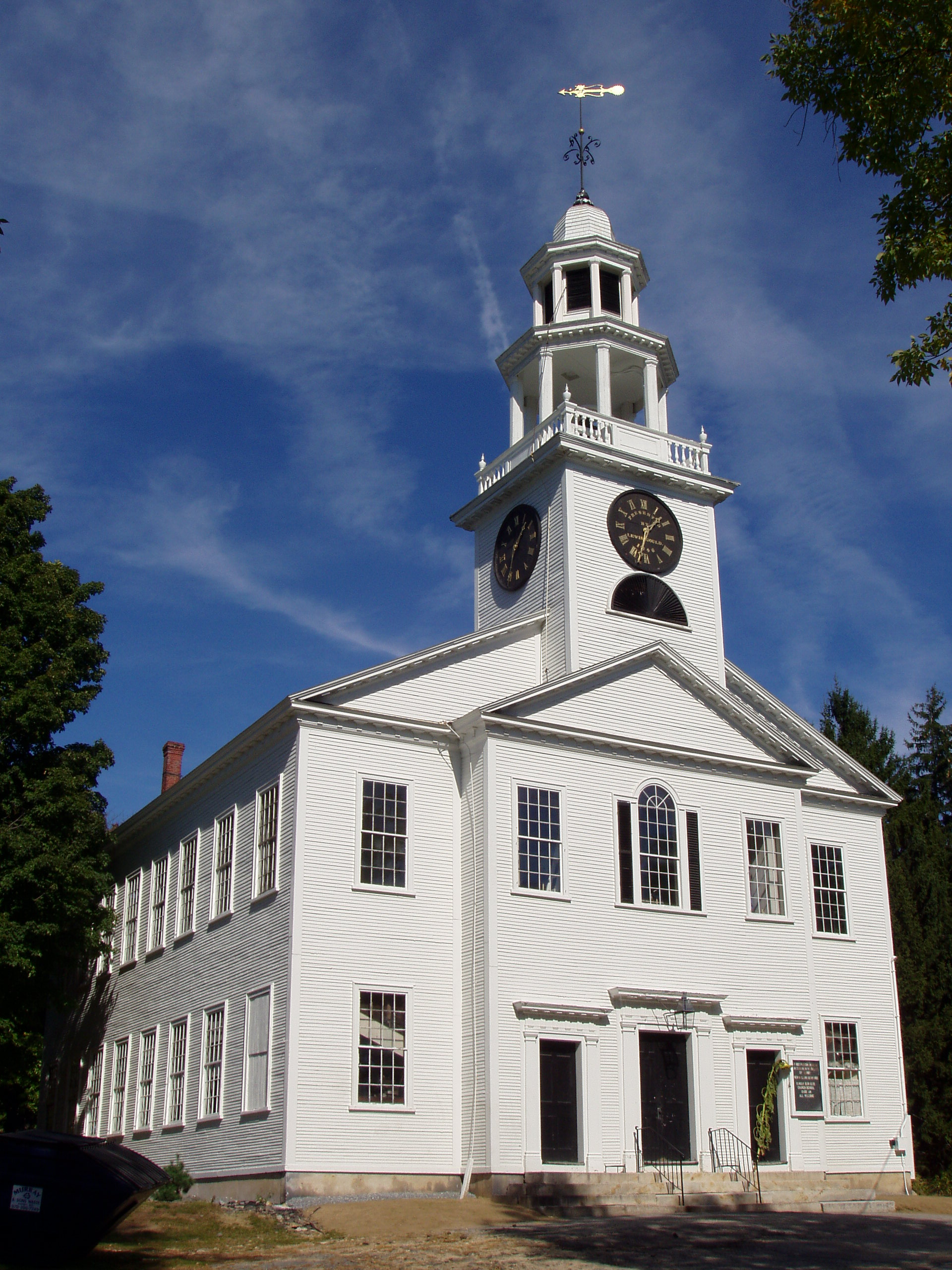
First Parish Church à Ashby
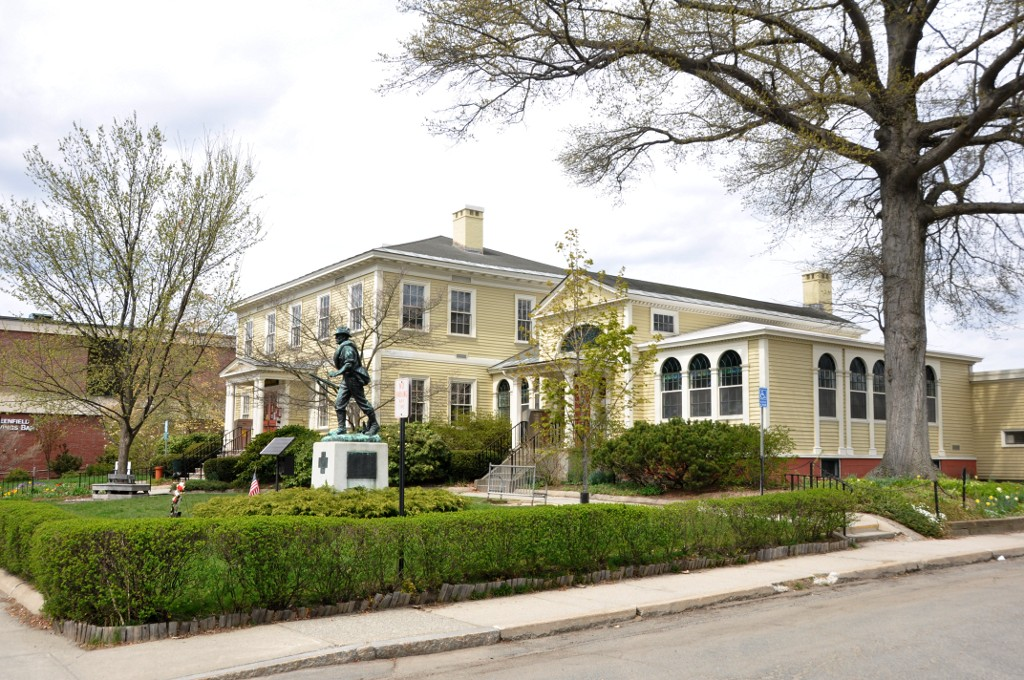
Leavitt-Hovey House (en)

## Ses livres
- The Country Builder's Assistant, 1797
- The American Builder's Companion, with Daniel Raynerd, 1806
- The Rudiments of Architecture, 1814
- The Architect, or, Practical House Carpenter, 1830
- The Practice of Architecture, 1833
- The Builder's Guide, 1838
- The Elements of Architecture, 1843